# Les Barils
Les Barils är en kommun i departementet Eure i regionen Normandie i norra Frankrike. Kommunen ligger i kantonen Verneuil-sur-Avre som tillhör arrondissementet Évreux. År 2022 hade Les Barils 270 invånare.

## Befolkningsutveckling
Antalet invånare i kommunen Les Barils
Referens:INSEE